# Vprašanje prekmurščine kot jezika
Obstajajo argumenti za pojmovanje prekmurščine kot jezika, ker se je dolgo časa uporabljala v knjižni obliki. Avgust Pavel tako definira prekmurščino, kot različica slovenskega jezika, ki ima poseben knjižni jezik. Druga mnenja, da je prekmurščina, oz. vendščina samostojen, neslovenski in neslovanski jezik, nimajo znanstvene avtentičnosti. Danes slovenski in nekateri tuji strokovnjaki (slavisti, jezikoslovci) priznajo jezični značaj prekmurščine. Prekmurščina presega narečne okvire, zlasti zaradi svojega samostojnega izročila. 2021 je bil sestavljen po posvetovanju s strokovnjaki amandma, ki ga je podprl tudi predstavnik Slovenske akademije znanosti in umetnosti. Vložil so dve dopolnili k Resoluciji za večjo veljavo prekmurščine ter večje sofinanciranje projektov za ohranjanje, razvoj in promocijo prekmurskega jezika, toda ni bilo zadostnega posluha.

## Zgodovina prekmurščine
Prekmurščina se je uporabljala v liturgične in knjižne namene vsaj od 16. stoletja z martjansko pesmarico. Prvi prekmurski tisk je Mali katechismus Franca Temlina. Temljito delo je za knjižno prekmurščino prevod Nove zaveze Svetega pisma: Nouvi Zákon Štefana Küzmiča.
V 19. stoletju se je prekmurščina uveljavila v vsakem funkcionalnem področju (liturgija, pouk, literatura, publicistika, znanstvenost). Martina Orožen je ugotovila, da se je slovenski jezik poenotil na koncu 19. stoletja, Imre Augustič je združil prekmurščino z osrednjo slovenščino, ampak niso sprejeli vsi tega načina v Slovenski krajini na Ogrskem. Evangeličanski Slovenci so ohranili svoje značilnosti v knjižnem jeziku, kot tudi katoliki, npr. Jožef Sakovič različno obliko knjižnega jezika imeli v svoji književnosti, ki je podobna knjižni slovenščini, vendar ima veliko elementov iz pogovornih narečij (predvsem iz dolinskega narečja prekmurščine).
Razen tega so se katoliki tudi uprli tistemu prepričanju, ki je hotelo dokončno ukiniti knjižno prekmurščino, kakor so delali s knjižno kajkavščino in čakavščino. Zaradi tega je Jožef Klekl st. hotel zahtevati jezikovno avtonomijo za Prekmurje od kralja Aleksandra I., vendar ta poskus ni bil uspešen.
Klekl je v lokalnem katoliškem časopisju nanizal štiri razloge za nadaljnjo rabo prekmurščine:
1. Nekateri ljudje niso razumeli osrednjega jezika, niti v 1930-ih letih.
2. V Ameriki tudi zahtevajo uporabo prekmurščine, tamkajšnji zakoni podpirajo in spodbujajo vsake narodne in kulturne skupnosti.
3. Tretji Kleklov argument je bogata in edinstvena literarna tradicija prekmurskega knjižnega jezika, da se osrednji slovenski jezik oplaja in bogati z besediščem vzhodne slovenščine, povsem zaobrnil in rabo prekmurščine v lokalnem tisku utemeljeval z interesom same osrednje slovenščine. Publicistično rabo prekmurskega jezika je tudi prestavil daleč v prihodnost, vse dokler knjižna slovenščina ne bi bila povsem obogatena s prekmurskim gradivom.
4. Četrti argument je bil, da je prekmurščina "most med književnov slovenščinov i srbohrvaščinov."[15] V tem času je bila srbohrvaščina uradni jezik Kraljevine Jugoslavije.

Avgust Pavel se je potegnil za prekmurski jezik zaradi brezprimernih književnih tradicij, zato se je ukvarjal z raziskovanjem in dokumentacijo prekmurščine. Odločil se je napisati prvo standardno slovnico prekmurskega jezika, to pa je začel v času druge svetovne vojne. Vendar, ker ni hotel dokazati, da je prekmurščina ti. vendski jezik, niti se ni hotel pokoriti za druge šovinistične propagande, tisti, ki so sodelovali z okupacijsko oblastjo v Prekmurju, so preprečili izidu prekmurske slovenske slovnice.

## Današnji položaj
Slovenska lingvistika je bila zelo dolgo pristranska proti knjižni prekmurščini. Tudi o prekmurski slovenski slovnici so tako menili, da je samo dokaz tega dejstva, da je knjižna prekmurščina fiktivna jezikovna norma, njen edini cilj pa je bil raznarodovanje in ponarejanje zgodovine.
V novejšem času Marko Jesenšek tako oceni, da je prekmurščina dosegla nivo, ki ga je samo osrednja slovenščina morala. Prekmurski knjižni jezik se je pravzaprav ohranil v krščanski liturgiji (predvsem pri evangeličanski ter binkoštni cerkvi). V publicistiki in literaturi živi ta jezik predvsem v Slovenskem Porabju. Neki izobraženci iz Prekmurja (npr. Branko Pintarič, Evald Flisar, Rolando Benjamin Vaz Ferreira) so že izrazili svoje mnenje, da je prekmurščina svoj jezik. Kljub temu se v Prekmurju niso organizirale skupine, ki bi zahtevale uradno priznanje prekmurskega jezika, dokler tega niso poskusili na kajkavskih področjih na Hrvaškem. Ravno tako ima gradiščanska hrvaščina regionalno uraden status v Avstriji.
Ameriški jezikoslovec in slavist Marc L. Greenberg, ki je prevedel Pavlovo prekmursko slovnico v angleščino, meni o vprašanju prekmurščine kot jezika ali zgolj narečja: »Zakaj ne bi bila oboje hkrati? Ima neko tradicijo za sabo, lepo napisana besedila vse od 18. stoletja dalje, gre torej za knjižni jezik z lastnim izročilom. Je pa lahko prekmurski jezik samostojen samo v tem smislu. Po drugi strani je namreč zelo povezan s slovenščino, ni ju torej potrebno razlikovati in reči, da je to nekaj neslovenskega. Seveda je to prav tako slovenski jezik«